# Chorebus heringianus
Chorebus heringianus är en stekelart som beskrevs av Griffiths 1967. Chorebus heringianus ingår i släktet Chorebus och familjen bracksteklar. Inga underarter finns listade i Catalogue of Life.